# Philipp Gangel
Philipp Gangel (* 12. Mai 2001 in Wien) ist ein österreichischer Handballspieler.

## Karriere
Gangel spielte in seiner Jugend beim Handballclub Fivers Margareten Handball. Zwischen 2016/17 und 2021/22 war Gangel für die zweite Mannschaft der Fivers in der HLA Challenge aktiv. Ab 2018/19 wurde er auch in der ersten Mannschaft, in der HLA Meisterliga, eingesetzt. Seit 2022/23 läuft Gangel ausschließlich für die Kampfmannschaft auf. In der Saison 2020/21 nahm er mit den Fivers an der EHF European League teil und kam mit der Mannschaft bis in das Achtelfinale, in welchem man gegen die Füchse Berlin ausschied. 2021/22, 2022/23, 2023/24 und 2024/25 nahm Gangel mit dem Handballclub Fivers Margareten am EHF European Cup teil.

## Erfolge
- 1× Österreichischer Pokalsieger  2020/21

## Saisonstatistik

### HLA Meisterliga
| 2018/19   | Fivers WAT Margareten                                           | HLA Meisterliga                                                 | 08                                                              | 04                                                              | 0/0                                                             | 04                                                              |                                                                 |                                                                 |                                                                 |                                                                 |
| 2019/20   | Saison aufgrund der COVID-19-Pandemie in Österreich abgebrochen | Saison aufgrund der COVID-19-Pandemie in Österreich abgebrochen | Saison aufgrund der COVID-19-Pandemie in Österreich abgebrochen | Saison aufgrund der COVID-19-Pandemie in Österreich abgebrochen | Saison aufgrund der COVID-19-Pandemie in Österreich abgebrochen | Saison aufgrund der COVID-19-Pandemie in Österreich abgebrochen | Saison aufgrund der COVID-19-Pandemie in Österreich abgebrochen | Saison aufgrund der COVID-19-Pandemie in Österreich abgebrochen | Saison aufgrund der COVID-19-Pandemie in Österreich abgebrochen | Saison aufgrund der COVID-19-Pandemie in Österreich abgebrochen |
| 2020/21   | Fivers WAT Margareten                                           | HLA Meisterliga                                                 | 014                                                             | 023                                                             | 2/2                                                             | 0                                                               |                                                                 |                                                                 |                                                                 |                                                                 |
| 2021/22   | Fivers WAT Margareten                                           | HLA Meisterliga                                                 | 023                                                             | 029                                                             | 0/1                                                             | 029                                                             |                                                                 |                                                                 |                                                                 |                                                                 |
| 2022/23   | Fivers WAT Margareten                                           | HLA Meisterliga                                                 | 025                                                             | 046                                                             | 0/0                                                             | 046                                                             |                                                                 |                                                                 |                                                                 |                                                                 |
| 2023/24   | Fivers WAT Margareten                                           | HLA Meisterliga                                                 | 027                                                             | 071                                                             | 0/0                                                             | 071                                                             |                                                                 |                                                                 |                                                                 |                                                                 |
| 2024/25   | Fivers WAT Margareten                                           | HLA Meisterliga                                                 | 027                                                             | 0117                                                            | 2/2                                                             | 0115                                                            |                                                                 |                                                                 |                                                                 |                                                                 |
| 2018–2025 | gesamt                                                          | HLA Meisterliga                                                 | 124                                                             | 290                                                             | 4/5 (80 %)                                                      | 286                                                             |                                                                 |                                                                 |                                                                 |                                                                 |

### HLA Challenge
| 2016/17   | Handballclub Fivers Margareten                                  | HLA Challenge                                                   | 01                                                              | 0                                                               | 0/1                                                             | 0                                                               |                                                                 |                                                                 |                                                                 |                                                                 |
| 2017/18   | Handballclub Fivers Margareten                                  | HLA Challenge                                                   | 013                                                             | 020                                                             | 1/2                                                             | 019                                                             |                                                                 |                                                                 |                                                                 |                                                                 |
| 2018/19   | Handballclub Fivers Margareten                                  | HLA Challenge                                                   | 011                                                             | 027                                                             | 2/3                                                             | 025                                                             |                                                                 |                                                                 |                                                                 |                                                                 |
| 2019/20   | Saison aufgrund der COVID-19-Pandemie in Österreich abgebrochen | Saison aufgrund der COVID-19-Pandemie in Österreich abgebrochen | Saison aufgrund der COVID-19-Pandemie in Österreich abgebrochen | Saison aufgrund der COVID-19-Pandemie in Österreich abgebrochen | Saison aufgrund der COVID-19-Pandemie in Österreich abgebrochen | Saison aufgrund der COVID-19-Pandemie in Österreich abgebrochen | Saison aufgrund der COVID-19-Pandemie in Österreich abgebrochen | Saison aufgrund der COVID-19-Pandemie in Österreich abgebrochen | Saison aufgrund der COVID-19-Pandemie in Österreich abgebrochen | Saison aufgrund der COVID-19-Pandemie in Österreich abgebrochen |
| 2020/21   | Handballclub Fivers Margareten                                  | HLA Challenge                                                   | 016                                                             | 0112                                                            | 24/30                                                           | 088                                                             |                                                                 |                                                                 |                                                                 |                                                                 |
| 2021/22   | Handballclub Fivers Margareten                                  | HLA Challenge                                                   | 01                                                              | 04                                                              | 0/0                                                             | 04                                                              |                                                                 |                                                                 |                                                                 |                                                                 |
| 2016–2022 | gesamt                                                          | HLA Challenge                                                   | 042                                                             | 163                                                             | 27/36 (75 %)                                                    | 136                                                             |                                                                 |                                                                 |                                                                 |                                                                 |